# Pyropteron muscaeformis
Pyropteron muscaeformis is een vlinder uit de familie van de wespvlinders (Sesiidae). 
De spanwijdte bedraagt 15 tot 18 millimeter.
De rupsen gebruikt Engels gras als waardplant. De volwassen vlinders kunnen worden aangetroffen op de bloemen van de waardplant en op tijm. 
De vlinder komt voor in een groot deel van Europa, maar niet in de Benelux. Er is wel een melding in België gedaan, maar die is niet bevestigd.